# Mimiptera fulvella
Mimiptera fulvella là một loài bọ cánh cứng trong họ Cerambycidae.